# Martin Stiftung

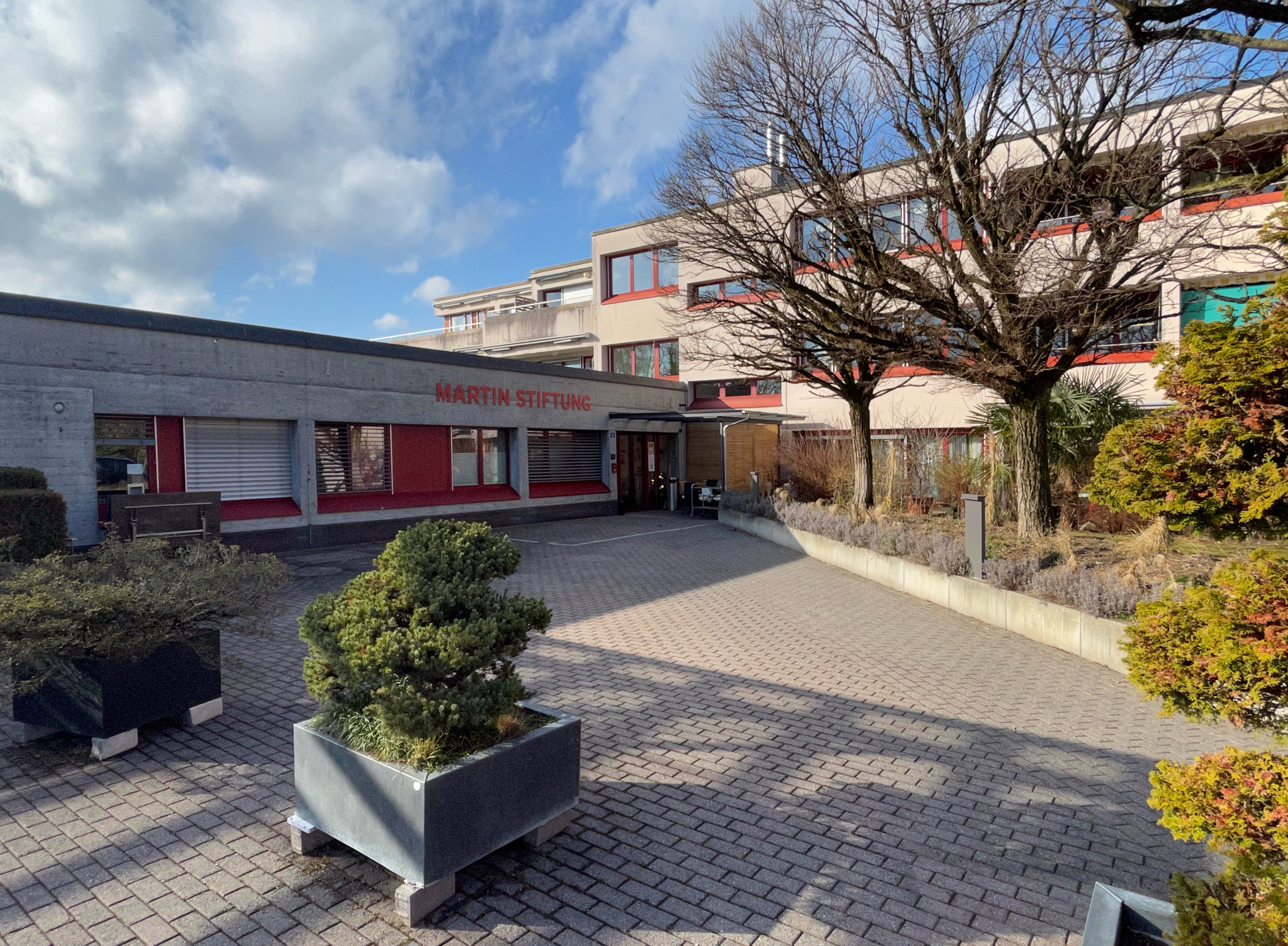
Eingangsbereich

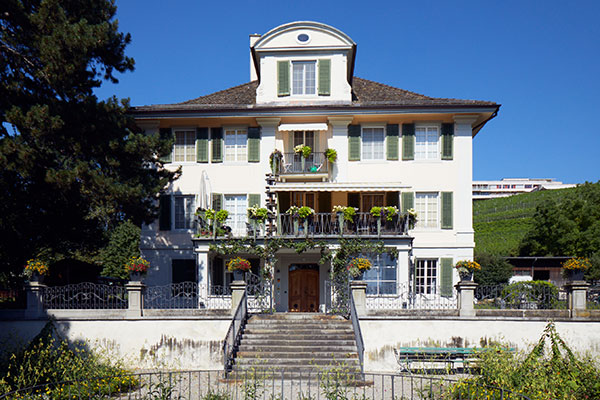
Landgut Mariahalden: Gründerhaus der Martin Stiftung

Die Martin-Stiftung Erlenbach ist eine privatrechtliche Stiftung, gegründet im Jahr 1893. Die soziale Institution hat ihren Sitz in Erlenbach, Kanton Zürich. Die Stiftung verfügt über eine Betriebsbewilligung des Sozialamtes Zürich und steht unter dessen Aufsicht.

## Auftrag
Die Martin Stiftung bietet Wohnplätze und geschützte Arbeitsplätze für gut 170 Menschen mit einer kognitiven Beeinträchtigung. Ihr wichtigstes Ziel ist es, Menschen mit Behinderung Geborgenheit und ein sinnerfülltes Leben in einem sicheren Umfeld zu ermöglichen. Das Recht auf Individualität und Selbstbestimmung sowie das Bedürfnis, sich als aktives Mitglied der Gemeinschaft zu entwickeln, sind wichtige Leitlinien.

## Geschichte
Die Martin Stiftung wurde 1893 gegründet von Luise Escher-Bodmer in Gedenken an ihren Sohn Martin. Martin Escher war schwachsinnig. In einem Artikel der Zürichsee-Zeitung wird das Kind als schwachsinnig, körperlich und geistig völlig abnorm beschrieben.
Mit der Stiftungsgründung wurde das Landgut Mariahalden von Luise Escher-Bodmer in Erlenbach ein Kinderheim für Waisen und Kinder mit Behinderung. 1905 wurde der erste Neubau eröffnet für junge Erwachsene mit Behinderung, die auf dem Landgut auch einen Arbeitsplatz fanden. Seit den 1960er Jahren wuchs die Stiftung und entwickelte sich zu einer sozialen Institution für erwachsene Menschen mit Behinderung. 2018 wurde das 125-jährige Bestehen gefeiert. 2025 hat die Stiftung mehrere Standorte. Neben dem Haupthaus in Erlenbach hat sie weitere Häuser und Wohnungen in den Gemeinden Erlenbach, Herrliberg und Stäfa.

## Tätigkeitsschwerpunkte
- Wohnangebot für erwachsene Menschen mit kognitiver Beeinträchtigung: Für Menschen ab 18 Jahren bis hin zu Senioren mit Behinderung: Die Martin Stiftung bietet ein Wohnangebot – vollbetreut und teilbetreut. Es gibt auch ein Wohntraining für junge Menschen mit Beeinträchtigung.
- Geschützte Arbeits- und Ausbildungsplätze. Verteilt auf vier Werkstätten, Schreinerei, Blumenladen, Gärtnerei, Gartenunterhalt, Biohof, Küche, Hauswirtschaft, Wäscherei, Technischer Dienst und Quartierladen, gibt es gut 90 leistungsbezogene Arbeitsplätze. Weitere 90 Tagesstrukturplätze sind verteilt auf zwei Werkgruppen und mehrere Ateliers: Jugendatelier, Holzatelier, Textilatelier, Erlebnisatelier, Seniorenatelier, Seniorenclub sowie das Biohof-Angebot GrünPlus.

## Finanzierung
Finanziert wird die Martin Stiftung durch Beiträge aus Leistungsaufträgen mit dem Kanton Zürich, mit Pensionstaxen der Bewohner, mit Eigenleistungen aus dem Verkauf von Produkten und Dienstleistungen sowie dank Spenden.

## Organisation
Oberstes Organ der Martin Stiftung ist der Stiftungsrat. Er besteht aus neun Personen und arbeitet ehrenamtlich.
Im Jahr 2022 wird ein Kreismodell als neue Organisationsform eingeführt. Statt eines Direktors gibt es ein Führungscockpit mit drei Personen, von denen eine die Funktion der Geschäftsleitung übernimmt. Die Wohn- und Arbeitsbereiche sind in Kompetenzkreise unterteilt. Ziel ist, dass die Teams mehr Eigenverantwortung erhalten.